# Храм Солт-Лейк
Храм Солт-Лейк (англ. Salt Lake Temple) — культовое сооружение Церкви Иисуса Христа Святых последних дней в Солт-Лейк-Сити, США. Располагается на Храмовой площади, раскинувшейся на территории 4 гектара. При этом сам храм является крупнейшим среди всех храмов этой религиозной организации, занимая площадь в 23,5 тыс. м2.

## История создания
О планах возведения Храма Солт-Лейк было объявлено ещё в 1847 году, сам храм строился около 40 лет, с 1853 по 1893 годы, по проекту архитектора Трумэна Энджелла. Сочетает в себе одновременно элементы готического и романского стилей. Для строительства использовался схожий с гранитом кварцевый монцонит, добытый на каньоне Little Cottonwood в 15 милях от города. Открывал Храм Солт-Лейк четвёртый Пророк и Президент Церкви Иисуса Христа Святых последних дней Уилфорд Вудрафф.
В 1966 году был пристроен новый придел.
29 декабря 2019 года храм был закрыт на «реновацию». В декабре 2021 года церковь объявила, что ремонтные работы должны завершиться в 2025 году.